# Bupleurum glumaceum
Bupleurum glumaceum är en flockblommig växtart som beskrevs av John Sibthorp och James Edward Smith. Bupleurum glumaceum ingår i släktet harörter, och familjen flockblommiga växter. Inga underarter finns listade i Catalogue of Life.